# رالف همرس
رالف همرس، (به هلندی: Ralph Hamers) (زاده ۱۹۶۶) کارآفرین، بانکدار، اقتصاددان و مدیر ارشد اجرایی هلندی است، که در حال حاضر به‌عنوان مدیر عامل اجرایی گروه آی‌ان‌جی فعالیت می‌کند.